# Aspitates sulphuraria
Aspitates sulphuraria là một loài bướm đêm trong họ Geometridae.